# Soyuz-18 Rock
Der Soyus-18 Rock (russisch Скала Союз-18 Skala Sojus 18, deutsch ‚Sojus-18-Felsen‘) ist ein 1230 m hoher und markanter Nunatak in der antarktischen Ross Dependency. In den Cook Mountains ragt er 5 km westlich des Cheney Bluff auf.
Sowjetische Wissenschaftler benannten ihn nach dem am 24. Mai 1975 gestarteten Raumschiff Sojus 18. Das Advisory Committee on Antarctic Names übertrug die russische Benennung im Jahr 2000 ins Englische.